# Apatophyllum macgillivrayi
Apatophyllum macgillivrayi là một loài thực vật có hoa trong họ Dây gối. Loài này được Cranfield & Lander mô tả khoa học đầu tiên năm 1992.